# Caroline Monnot
Pour les articles homonymes, voir Monnot.
Caroline Monnot, née le 1er octobre 1965 à Champigny-sur-Marne, est une journaliste française.
Elle est depuis janvier 2021 directrice des rédactions du journal Le Monde.

## Biographie
Elle a grandi à Champigny-sur-Marne et ses parents étaient issus d'un milieu modeste.
Admise à HEC mais finalement peu intéressée par le marketing et la finance, elle se réoriente dans le journalisme. Elle est diplômée de l'Institut d'études politiques de Paris (1988) et du Centre de formation des journalistes de Paris (CFJ, 1989).
Elle est embauchée au Monde en juillet 1989 pour s'occuper de la rubrique « sidérurgie et machine-outil », avant de couvrir l'actualité parlementaire, le patronat et la gauche.
Cheffe adjointe du service politique du Monde, elle cofonde avec son confrère Abel Mestre le blogue « Droite(s) extrême(s) » en novembre 2009. Elle et Abel Mestre indiquent être l'objet de mesures d'intimidations à la suite de leurs investigations dans ce domaine.
En 2011, elle publie avec Abel Mestre une enquête sur les réseaux du Front national. Ces deux spécialistes de l'extrême droite décryptent les jeux d'influence qui se tiennent autour de Marine Le Pen. Pour Libération, l'ouvrage montre que derrière le « toilettage » politique opéré par Marine Le Pen se cache des « proches pratiquement tous issus des franges de l’extrême droite, parfois la plus radicale comme les anciens du Groupe union défense ».
Chef du service politique du quotidien à partir de 2016, elle devient directrice adjointe de la rédaction en 2018. Elle est désignée le 7 octobre 2020 pour succéder à Luc Bronner comme directrice de la rédaction en janvier 2021.
En janvier 2021, Caroline Monnot présente ses excuses pour avoir publié un dessin de Xavier Gorce pouvant « être lu comme une relativisation de la gravité des faits d’inceste, en des termes déplacés vis-à-vis des victimes et des personnes transgenres ». Xavier Gorce quitte la rédaction du Monde en déclarant que « la liberté ne se négocie pas » et déplore la pression des militants des réseaux sociaux,.

## Critiques
Caroline Monnot est critiquée pour un article qu'elle signe, en 2006, dans le quotidien français Le Monde. Selon l'observatoire des médias Acrimed, le contenu de l'article, portant sur les caravanes militantes de Lutte ouvrière (LO), est basé sur de simples commentaires de forum.

## Ouvrages
- Avec Pierre-Angel Gay, François Pinault milliardaire ou Les Secrets d’une incroyable fortune, Paris, Balland, 1999, 238 p. (ISBN 2-7158-1213-2, OCLC 41529784, BNF 37041032).
- Avec Abel Mestre, Le Système Le Pen : enquête sur les réseaux du Front national, Paris, Denoël, coll. « Impacts », 2011, 198 p. (ISBN 978-2-207-11050-8, OCLC 752413990, BNF 42519982)[14].

### Filmographie
- Yves Jeuland (réal.), Les Gens du Monde, 1 h 21, 2014 (OCLC 903245132)